# Chief Santos
Chief Santos – namibijski klub piłkarski, grający w drugiej, a niegdyś w pierwszej lidze namibijskiej, mający siedzibę w mieście Tsumeb

## Sukcesy
- I liga[1]:
  - mistrzostwo (2): 1993, 2003.

- Puchar Namibii[2]:
  - zwycięstwo (4): 1991, 1998, 1999, 2000.

## Występy w afrykańskich pucharach
| Sezon | Rozgrywki                 | Runda   | Kraj     | Klub                     | Dom | Wyjazd | Dwumecz |
| ----- | ------------------------- | ------- | -------- | ------------------------ | --- | ------ | ------- |
| 1992  | Puchar Zdobywców Pucharów | wstępna | Botswana | Mochudi Centre Chiefs SC | –   | –      | –       |
| 1994  | Puchar Mistrzów           | wstępna | Botswana | Lobatse CS Gunners       | 3–3 | 0–2    | 3–5     |
| 1997  | Puchar CAF                | wstępna | Zambia   | Kabwe Warriors           | –   | –      | –       |
| 2000  | Puchar Zdobywców Pucharów | wstępna | Angola   | Sagrada Esperança        | 1–3 | 2–4    | 3–7     |

## Stadion
Domowe mecze klub rozgrywa na stadionie o nazwie Oscar Norich Stadium w Windhuku, który może pomieścić 1500 widzów.